# Piper sprengelianum
Piper sprengelianum é uma espécie de  planta do gênero Piper e da família Piperaceae.

## Taxonomia
A espécie foi descrita em 1869 por Casimir de Candolle.

## Forma de vida
É uma espécie terrícola e arbustiva.

## Descrição
Arbusto glabro; pecíolo glabro; nervuras secundárias 3-4; pedúnculo glabro; espiga 8 cm ou mais longas, apiculada; bráctea floral com pedicelo piloso.

## Conservação
A espécie faz parte da Lista Vermelha das espécies ameaçadas do estado do Espírito Santo, no sudeste do Brasil. A lista foi publicada em 13 de junho de 2005 por intermédio do decreto estadual nº 1.499-R.

## Distribuição
A espécie é endêmica do Brasil e encontrada nos estados brasileiros de Bahia, Espírito Santo, Minas Gerais e Rio de Janeiro.
A espécie é encontrada nos  domínios fitogeográficos de Cerrado e Mata Atlântica, em regiões com vegetação de campos rupestres, mata ciliar e floresta ombrófila pluvial.